# 臺南文化中心
臺南文化中心是臺南市政府文化局永華文化中心管理科所轄之藝文場館，位於臺南市東區，鄰近巴克禮紀念公園與台糖長榮酒店，昔日為竹溪流經之地。此處經常舉行各種藝文活動，是臺南市民的休閒去處之一。開放時間為週三到週日09:00~17:00，週一週二休館。此外，該文化中心是臺灣各縣市唯一獲得建築金牌獎的文化中心，也是最早建立義務服務人員自治制度與推展家庭日服務的文化中心。與新營文化中心並列臺南兩大文化中心。

## 沿革

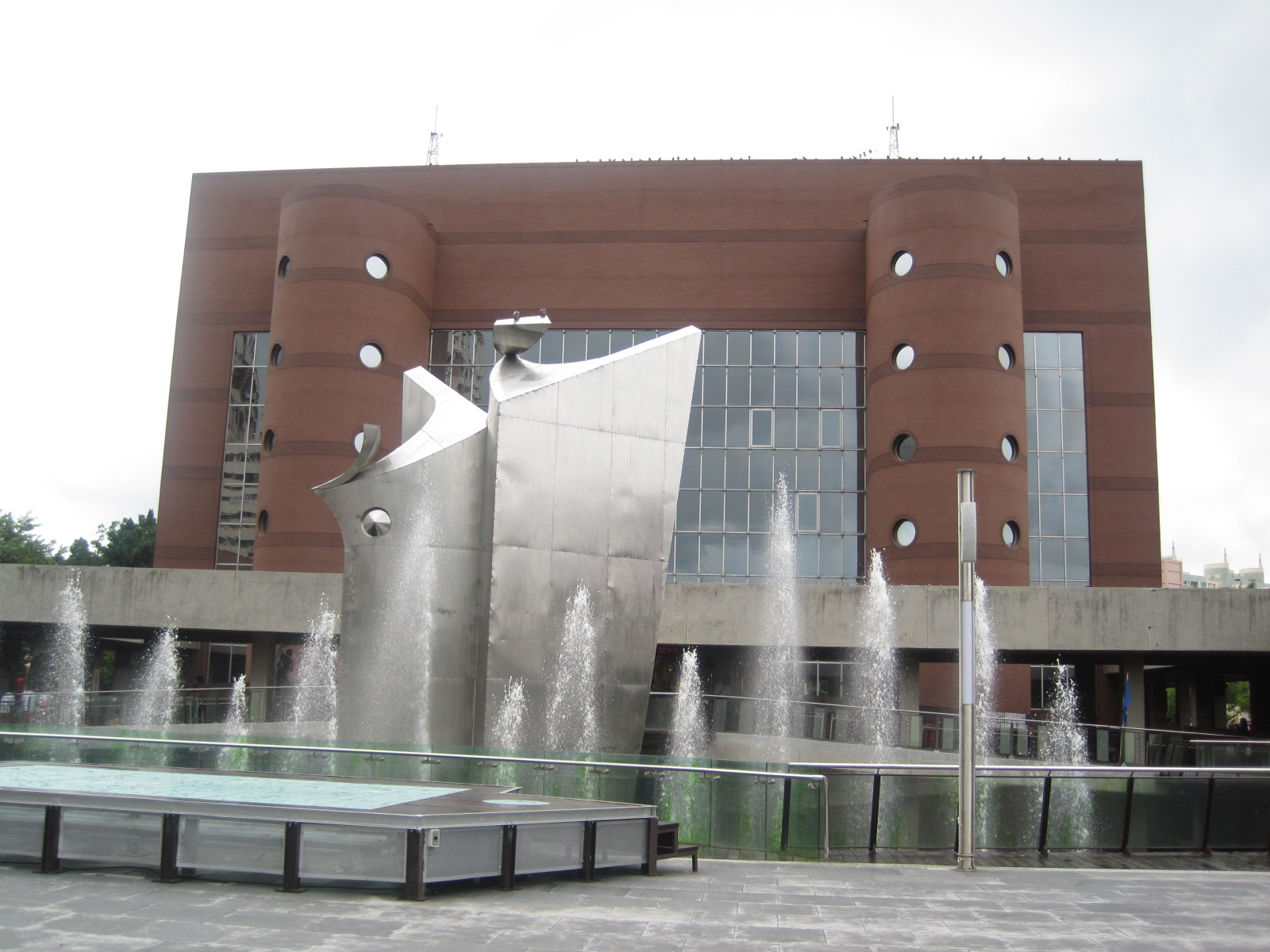
臺南文化中心演藝廳外觀

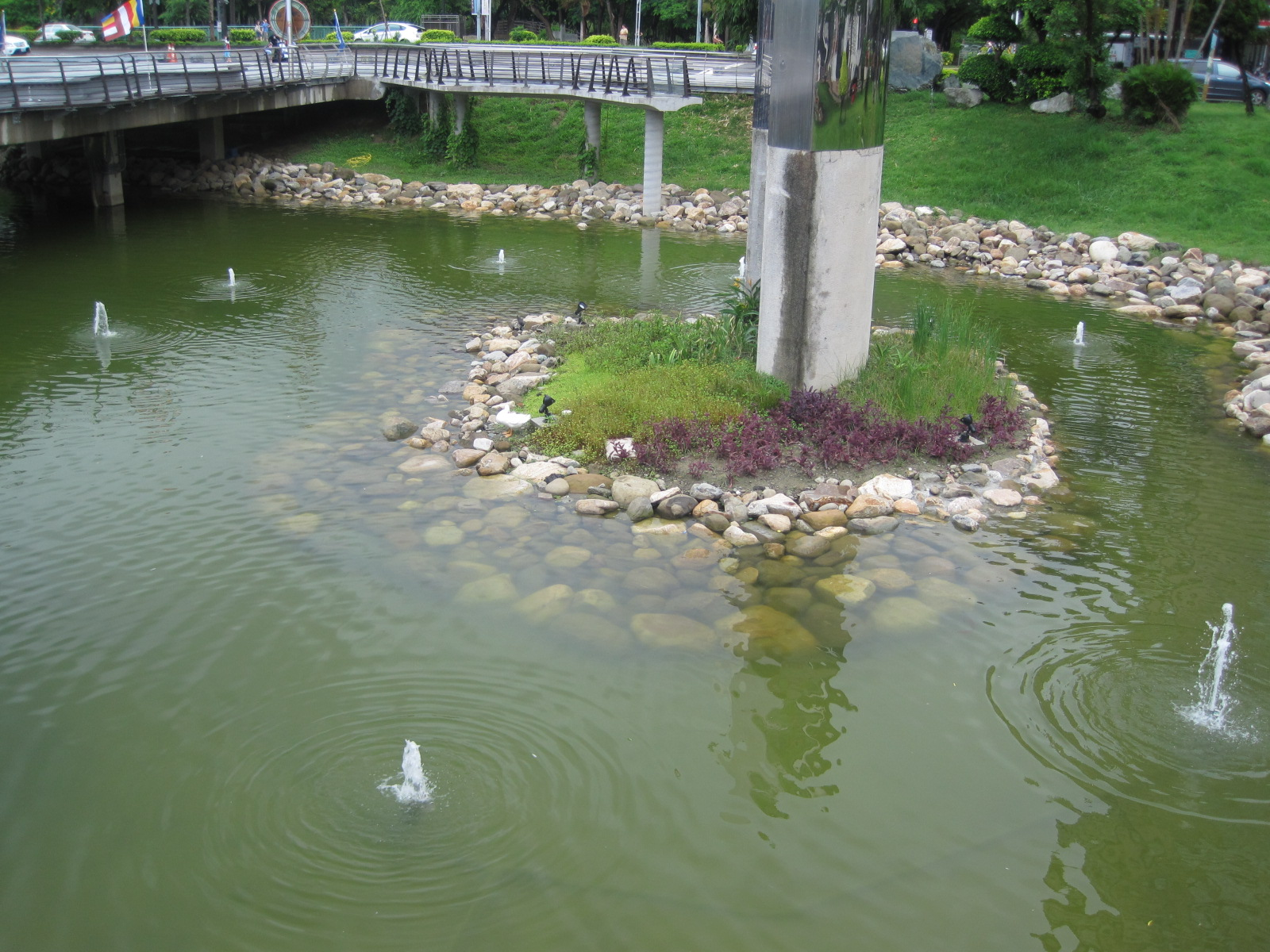
臺南文化中心的水池

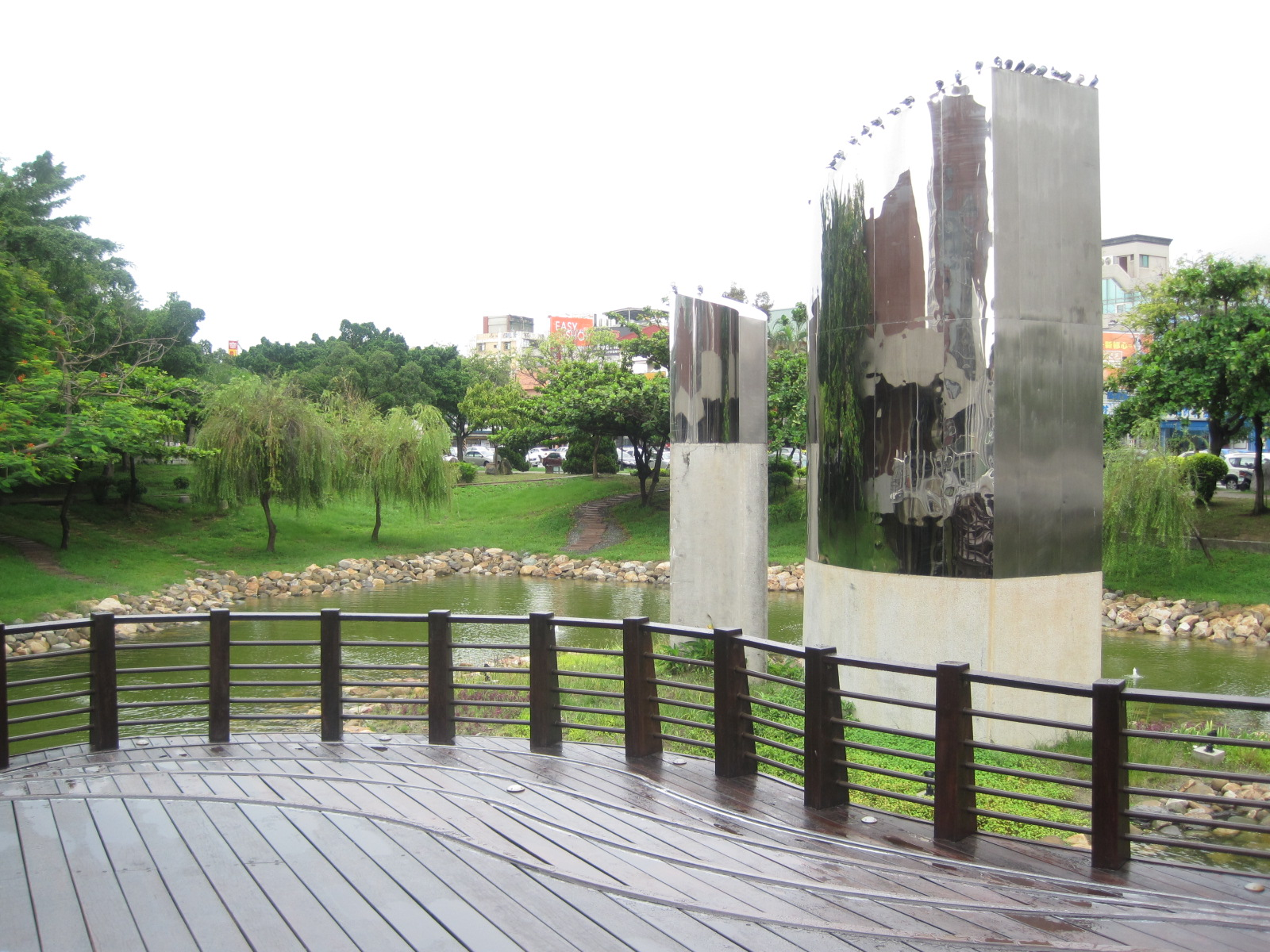
臺南文化中心一景

該文化中心為屬於十二項建設中的文化建設部分，於1980年6月時動工興建，至1984年10月6日正式啟用，當時名為「臺南市立文化中心」。2000年因臺南市政府文化局成立，一度改名為「臺南市立藝術中心」，後於2004年5月20日改回原名。2010年因臺南縣市合併升格，更名為「臺南市立臺南文化中心」。2013年1月1日起併入臺南市政府文化局，與歸仁文化中心及新化演藝廳同屬永華文化中心管理科管轄。

## 建築設施
臺南文化中心建築以三棟紅色立方體建築為主，從中華東路的那一面看過去，正中央為演藝廳，而在演藝廳左邊為國際會議廳，演藝廳右邊為文物陳列館，形成類似三合院的形式，而在三棟建築之間則為水池，其上架有通道。而除了上述三個設施外，在建築主體中還設有音樂圖書館、親子閱覽室與三個藝廊。
主體建築周圍有綠蔭環繞，此外在演藝廳西北有停車場，東邊靠崇明路的一面則有假日廣場，而在連接文物陳列館與國際會議廳的通道上則有星光音樂廣場。

## 周邊
- 巴克禮紀念公園
- 台糖長榮酒店

## 交通
- 臺南文化中心立體停車場：2025年2月24日啟用，提供211格汽車格、172格機車格。
- 大台南公車

| 編號 | 路線                                           | 停靠站                  |
| ---- | ---------------------------------------------- | ----------------------- |
| 3    | 海東國小－德高國小／全福新城／復興國中         | 文化中心(台糖長榮酒店)  |
| 15   | 臺南市立圖書館－大成路口                       | 巴克禮公園              |
| 62   | 桂田酒店／奇美醫院－高鐵台南站                 | 文化中心(台糖長榮酒店)  |
| 111  | 小西門（西門路）－高雄國際航空站               | 巴克禮公園/台糖長榮酒店 |
| 紅3  | 臺南轉運站－臺南航空站－高鐵台南站－關廟轉運站 | 文化中心(台糖長榮酒店)  |
| 紅4  | 臺南轉運站－後壁厝－奇美博物館                 | 巴克禮公園              |

### 公共自行車
- 臺南市公共自行車租賃系統：
  - 文化中心（崇明路）：27柱（崇明路337號(對側)）
  - 巴克禮公園：25柱（中華東路三段357巷/中華東路三段口(西南側)）

## 相關連結
- 臺南市政府文化局
- 臺南市立新營文化中心
- 臺南市立台江文化中心

## 外部連結
- 官方网站
- 臺南文化中心的Facebook專頁